# Міхал Потоцький (журналіст)
Мі́хал Во́йцєх Пото́цький (пол. Michał Wojciech Potocki, нар. 23 серпня 1984 у Варшаві) — польський журналіст, редактор щоденника «Dziennik Gazeta Prawna», публіцист та письменник, автор книг про сучасну Україну.

## Життєпис
Закінчив міжнародні відносини на Варшавському університеті. У 2008—2009 працював в польській газеті «Dziennik», після 2009 — в «Dziennik Gazeta Prawna».
Співавтор книг «Wilki żyją poza prawem. Jak Janukowycz przegrał Ukrainę» («Вовки живуть поза законом. Як Янукович програв Україну», 2015, разом зі Збіґнєвом Параф'яновичом), «Kryształowy fortepian. Zdrady i zwycięstwa Petra Poroszenki» («Кришталеве фортепіано. Зради й перемоги Петра Порошенка», 2016, разом з Параф'яновичом) та «Czarne złoto. Wojny o węgiel z Donbasu» («Чорне золото. Війни за вугілля з Донбасу», 2020, разом з Кароліною Бацою-Поґожельською), співавтор та співредактор (разом з Арлетою Бойке) книги «Partyzanci. Dziennikarze na celowniku Łukaszenki» («Партизани. Журналісти під прицілом Лукашенка», 2021). З 2020 викладає в Варшавському університеті.

## Нагороди
Лауреат журналістськоі премії Belarus in Focus (2013), Grand Press за спеціалістичну журналістику (2018), Премії імені Дар'юша Фікуса (2019).